# Paraheliophanus jeanae
Espèce
Statut de conservation UICN

 VU B1ab(iii)+2ab(iii) : Vulnérable
Paraheliophanus jeanae est une espèce d'araignées aranéomorphes de la famille des Salticidae.

## Distribution
Cette espèce est endémique de Sainte-Hélène.

## Publication originale
- Clark & Benoit, 1977 : Fam. Salticidae. La faune terrestre de l'île de Sainte-Hélène IV. Annales, Musée Royal de l'Afrique Centrale, Sciences Zoologiques, Serie in Octavo, vol. 220, p. 87-103.